# Альпман, Айтен
Айтен Альпман (тур. Ayten Alpman, 20 ноября 1931 — 20 апреля 2012) — турецкая джазовая и поп-певица, прославившаяся в 1970-х годах благодаря своей песне «Моя страна» (тур. Memleketim), ставшей популярной в период вводу войск на территорию Кипра в 1974 году.

## Биография
Родилась в Стамбуле. После окончания школы работала на Стамбульском радио. В 1950-е годы дебютировала как профессиональная певица, её поддержал продюсер Ариф Мардин, по совету которого Альпман в начале карьеры пела джазовые песни. В 1959 году она выпустила запись «Sayonara/Passion Flower». В 1972 году она выпустила песню «Моя страна» (тур. Memleketim), которая стала чрезвычайно популярна через два года, когда Турция ввела войска на Кипр. Айтен Альпман редко посещала студии звукозаписи и за всю карьеру выпустила всего две пластинки. Помимо «Memleketim», также стали популярными песни Альпман «Sensiz Olmam», «Yanımda Olsa», и «Ben Varım». В 1999 году «Ada Music» выпустила сборник самых известных песен Альпман.

## Личная жизнь
В 1953 году вышла замуж за пианиста и композитора Ильхама Генджера, от которого она родила двух детей. 20 апреля 2012 года в Стамбуле Альпман умерла от дыхательной недостаточности. 22 апреля 2012 года похоронена на кладбище Улус после религиозной церемонии в мечети Тешвикие. Реджеп Эрдоган, узнав о смерти певицы, заявил, что «Песни Альпман будут помнить всегда».